# Atlantisch orkaanseizoen 1955
Het Atlantisch orkaanseizoen 1955 duurde van 1 juni 1955 tot 30 november 1955. Het seizoen 1955 was wat energie betreft een van de actiefste seizoenen. Het seizoen telde twaalf tropische stormen, die op twee na allen een naam kregen. Van deze twaalf promoveerden er negen tot orkaan. Zes orkanen werden majeure orkanen (categorie 3 of hoger).
Dit seizoen heeft geen tropische cycloon met de letter A, omdat een tropische cycloon begin januari Alice werd genoemd, volgens de lijst van het seizoen 1955, die achteraf gezien al tropische storm status had eind december 1954 en zodoende dus volgens de lijst van 1954 benoemd had moeten worden (de cycloon had Irene gedoopt moeten worden). Toen deze vergissing eenmaal was gemaakt, werd de naam Alice gehandhaafd, maar de orkaan behoort tot het seizoen 1954. Omdat de lijst van 1954 ook begon met Alice, heeft dat seizoen dus een Alice I en een Alice II. Voor Alice II wordt verwezen naar het seizoen 1954.
Opmerkelijk was, dat North Carolina werd getroffen door drie orkanen: Connie, Diane en Ione. De sterkste storm was orkaan Janet, een orkaan van de vijfde categorie, die gepaard ging met een van de laagste luchtdrukken in het Atlantisch bassin. Janet was de sterkste orkaan van het seizoen. Zij bereikte de vijfde categorie en is op negen na de orkaan met de laagst waargenomen druk in de geschiedenis. Janet teisterde Brits-Honduras en eiste honderden slachtoffers.

## Cyclonen

### Tropische storm Brenda
Tropische storm Brenda ontstond op 31 juli boven de Golf van Mexico, ten zuidzuidoosten van de monding van de Mississippi en trok naar het noordnoordwesten. Vlak voor haar landing op de namiddag van 1 augustus ten oosten van New Orleans en ten noorden van de Mississippimonding, bereikte Brenda haar hoogtepunt met windsnelheden van 110 km/uur. Daarna draaide Brenda naar het westnoordwesten en verzwakte boven land. Op 2 augustus degradeerde Brenda tot tropische depressie boven het midden van Louisiana en op 3 augustus loste tropische depressie Brenda op boven het uiterste noordoosten van Texas. Brenda eiste twee mensenlevens in de buurt van Mobile in Alabama, maar veroorzaakte geen noemenswaardige schade.

### Orkaan Connie
Op 3 augustus werd er een tropische depressie in het noordelijke uiteinde van een tropische golf ten westen van de archipel Kaapverdië ontdekt. De tropische depressie trok naar het westen en ontwikkelde zich snel; enkele uren later promoveerde de tropische depressie tot tropische storm Connie en de volgende dag vond een verkenningsvliegtuig al een oog in de zich ontwikkelende tropische storm, wiens winden al orkaankracht naderden. Op 5 augustus ontwikkelde Connie zich in enkele uren van stevige tropische storm tot orkaan van de vierde categorie. Op 7 augustus passeerde Connie op 80 à 90 km ten noorden van de Bovenwindse Eilanden. Op 8 augustus bereikte Connie haar hoogtepunt wind een minimale druk van 944 mbar en met windsnelheden tot 231 km/uur terwijl zij op 360 km ten oosten van de Bahama's passeerde en bijdraaide naar het noordwesten. Ten zuidoosten van South Carolina begon Connie te verzwakken en haar luchtdruk begon op te lopen, terwijl zij op 10 augustus draaide naar het noorden.
Deze verzwakking kwam door verschillende oorzaken; zij zoog droge lucht aan haar noordflank aan en doordat zij stationair had gelegen, was het wateroppervlak door de storm dusdanig geroerd, dat de warmere laag aan de oppervlakte aan het verdwijnen was. Zij had zich van haar eigen energiebron beroofd. Bovendien zou ook het Fujiwara-effect een rol kunnen spelen, mogelijk was er sprake van het optreden van een Fujiwara-effect met de ontwikkelende tropische cycloon Diane. Connie zette koers naar Noord-Carolina, waar zij op 12 augustus bij Fort Macon landde, met windsnelheden tot 120 km/uur en een minimale druk van 962 mbar. Over land trok Connie naar het noordwesten en degradeerde een paar uur later op 13 augustus tot tropische storm en op 14 augustus boven Pennsylvania tot tropische depressie. Tropische depressie Connie loste ten slotte op 15 augustus op ten noorden van het Huronmeer, boven Canada. Connie eiste twintig slachtoffers en veroorzaakte $50 miljoen schade ($345 miljoen gecorrigeerd voor inflatie, 2005). Connie was een omvangrijk systeem, dat zware regenval bracht in een groot gebied. Overvloedige regenval, overstromingen en rivieren, die buiten hun oevers traden werden gerapporteerd van North Carolina tot aan Maine. Na het seizoen werd besloten, de naam Connie te schrappen en nooit meer te gebruiken.

### Orkaan Diane
Diane was de tweede orkaan van het seizoen, die op de kust van North Carolina landde. Op 7 augustus ontstond er een tropische depressie uit een tropische golf boven de Atlantische Oceaan, halverwege de Afrikaanse kust en de Bovenwindse Eilanden. De tropische depressie trok naar het westnoordwesten en promoveerde op 9 augustus tot tropische storm Diane ten noordoosten van de Bovenwindse Eilanden. Diana draaide meer en meer bij naar het noordwesten en kwam onder invloed van een omvangrijk lagedrukgebied op grote hoogte terecht, dat gevuld was met koude lucht. Hierdoor werd haar koers afgebogen tegen de wijzers van de klok in, naar het noorden en noordoosten. Ook is mogelijk dat Diane een Fujiwara-effect onderging met Connie. Bovendien werd het temperatuurverschil dermate groot, dat het convectie ten goede kwam, de atmosfeer werd instabieler. Hierdoor kon Diane zeer snel in kracht toenemen. Op 12 augustus promoveert zij tot orkaan en 12 uur later is zij al een stevige orkaan van de derde categorie.
Op een schip ten zuidoosten van het oog, zagen de bemanningsleden tot hun grote schrik de barometer verder dalen, hoewel zij weg koersten van het centrum en de afstand tot het oog van Diane steeds groter werd. Op 13 augustus werd het lagedrukgebied op grote hoogte zwakker en de koude lucht bovenin verdween, waardoor zijn invloed op Diane afnam. Een rug van hoge druk vormde zich op Dianes noordflank en daardoor draaide Diane abrupt naar het westen. Diane bereikte haar hoogtepunt met windsnelheden van 194 km/uur op 12, 13 en 14 augustus en waargenomen luchtdrukken van 975 mbar en 969 mbar op respectievelijk 12 en 13 augustus. Daarna verstrikte koelere lucht, die was achtergelaten door Connie zich in de circulatie van Diane en begon zij gestaag te verzwakken. Op 17 augustus landde Diane als orkaan van de eerste categorie op Carolina Beach in North Carolina, 200 km ten zuidwesten van de plaats waar Connie 5 dagen eerder landde. Diane degradeerde boven land tot tropische storm en draaide boven Virginia naar het noordoosten, doordat de rug van hoge druk, die haar steeds westwaarts had geduwd, verzwakte.
Diane koerste naar het noordoosten en oostnoordoosten, langs de Amerikaanse oostkust trok over Cape Cod, Massachusetts de Oceaan op en bleef al die tijd een tropische storm. Op 20 augustus verliest zij ten zuiden van Nova Scotia haar tropische kenmerken. De extratropische restanten van Diane verdwenen uiteindelijk op 21 augustus boven het noordwesten van de Atlantische Oceaan. Diane eiste 185 tot 200 mensenlevens en bracht overvloedige regenval in een gebied, dat al met regenwater meer dan verzadigd was. In New England traden vele rivieren buiten hun oevers en overstroomden dorpen en ook zuidelijker in het gebied, dat door Connie was getroffen gebeurde dit. Schade ten gevolge van Diane wordt geraamd op $832 miljoen ($7 miljard gecorrigeerd voor inflatie, 2005) en Diane is daarmee de twaalfde orkaan in de lijst met kostbaarste orkanen in de geschiedenis van de Verenigde Staten. Opgemerkt moet worden dat het lastig was, zo niet onmogelijk, schades ten gevolge van Connie, Diane of Ione van elkaar te kunnen onderscheiden. De naam Diane werd geschrapt en nooit meer gebruikt voor een tropische cycloon in het Atlantisch bassin.

### Orkaan Edith
Op 21 augustus ontstond er een tropische depressie midden op de Atlantische Oceaan uit een tropische golf. De tropische depressie trok verder noordwestwaarts en promoveerde op 23 augustus tot tropische storm Edith ver ten oosten van de Bovenwindse Eilanden. Edith trok verder naar het noordnoordwesten en promoveerde ten noordoosten van de Bovenwindse Eilanden tot orkaan op 25 augustus. Ten zuiden van Bermuda bereikte Edith op 28 augustus de tweede categorie met windsnelheden tot 157 km/uur en draaide naar het noordoosten. De laagst waargenomen luchtdruk was 991 mbar op 28 en 29 augustus. Op 30 augustus verzwakte zij tot de eerste categorie. Edith verloor haar tropische kenmerken op 31 augustus ten zuiden van Newfoundland, maar was op dat moment nog op orkaankracht. De extratropische Edith begon een lus te draaien met de wijzers van de klok mee en verdween op 3 september.

### Tropische storm 5
Tropische storm 5 ontstond op 23 augustus waarschijnlijk uit een tropische golf ten westzuidwesten van Jamaica en trok naar het noordwesten. Tropische storm 5 schampte op 25 augustus Isla de Pinos en Pinar del Río als een minimale tropische storm met windsnelheden tot 65 km/uur en kwam boven de Golf van Mexico. Op 27 augustus landde hij op zijn hoogtepunt met windsnelheden van 75 km/uur nabij New Orleans. Tropische storm 5 draaide naar het westen en vervolgens boven het oosten van Texas naar het noorden en noordoosten. Op 29 augustus degradeerde tropische storm 5 tot tropische depressie, die de volgende dag boven Missouri oploste.

### Orkaan Flora
Op 30 augustus trok er een tropische golf van de Afrikaanse kust westwaarts. Later die dag en de volgende dag trok de tropische golf over het noorden van Kaapverdië, die mogelijk op 30 augustus al tot tropische depressie was gepromoveerd. Op 2 september was er sprake van tropische Storm Flora ten noordwesten van Kaapverdië. Flora trok naar het westnoordwesten en won aan kracht. Op 3 september promoveerde Flora tot orkaan en begon steeds meer naar het noorden bij te draaien. Op 6 en 7 september passeerde Flora 9 booggraden ten oosten van Bermuda. Op 6 september werd de laagste druk waargenomen; 967 mbar bij windsnelheden van 157 km/uur en op 9 september de hoogste windsnelheden van 167 km/uur bij een druk van 972 mbar. Daarna verloor Flora haar tropische kenmerken op dezelfde dag. Toch waren de winden van de extratropische Flora nog altijd van de tweede categorie. Daarna verzwakte de extratropische Flora, maar zij bleef nog enige tijd boven de orkaandrempel, voordat zij boven het noorden van de Atlantische Oceaan verdween.

### Orkaan Gladys
Op 4 september ontstond er boven de Golf van Campeche een tropische depressie, die naar het noordwesten trok en 6 uur later tot tropische storm Gladys promoveerde. Op 5 september promoveerde zij voor de kust van Tamaulipas tot orkaan, en draaide zich om naar het zuidzuidwesten en zuiden. Gladys landde ten noorden van Tampico in Tamaulipas en trok verder zuidwaarts. Het duurde nog 24 uur voordat zij oploste op de hellingen van de Oostelijke Sierra Madre. Gladys bracht overvloedige regenval en overstromingen in het gebied, maar lijsten van slachtoffers of aangebrachte schade is niet bekend.

### Orkaan Hilda
Op 10 september ontstond er een tropische depressie uit een tropische golf boven de noordelijke Bovenwindse Eilanden. De tropische depressie trok naar het noordwesten en promoveerde tot tropische storm Hilda ten noordoosten van de Maagdeneilanden op 11 september. Daarna draaide Hilda westnoordwestwaarts en passeerde ten noorden van Puerto Rico. Op 12 september promoveerde Hilda tot orkaan ten noorden van de Monapassage en bereikte ten noorden van Hispaniola de tweede categorie. Hilda draaide bij naar het westen en schampte de noordelijke kust van Haïti, waardoor zij iets in kracht afnam. Hilda landde op het uiterste oosten van de provincie Guantánamo op Cuba op 14 september. Tegen de heuvels van de Sierra Maestra degradeerde Hilda snel tot tropische storm.
Hilda draaide bij naar het westzuidwesten en nam boven de Caraïbische Zee weer in kracht toe; op 14 september promoveerde Hilda opnieuw tot orkaan en bereikte zelfs de derde categorie. Daarna draaide Hilda naar het westnoordwesten en verzwakte iets voordat zij landde op 15 september tussen Chetumal en Cozumel in het toenmalige territorium Quintana Roo, een dunbevolkt gebied. Hilda stak het schiereiland Yucatán over en bereikte haar hoogtepunt als sterke orkaan van de derde categorie boven de Golf van Campeche met windsnelheden van 205 km/uur op 18 september.
Op 19 september landde Hilda verzwakt tot de tweede categorie op Tampico met een minimale luchtdruk van 963 mbar. De anemometer registreerde 168 km/uur, voordat hij door Hilda werd stukgeblazen. Tampico zat 45 minuten in het windstille oog van Hilda. Hilda draaide boven land naar het westzuidwesten en verdween de volgende dag op de hellingen van de Oostelijke Sierra Madre. Hilda eiste vier mensenlevens op Cuba en meer dan driehonderd mensenlevens in Mexico. Vooral in Mexico veroorzaakte Hilda overvloedige regenval en overstromingen. De schade ten gevolge van Hilda bedroeg $120 miljoen ($824,4 miljoen gecorrigeerd voor inflatie, 2005). De naam Hilda werd ondanks het hoge aantal slachtoffers en de omvang van de destructie niet geschrapt en werd later hergebruikt. Uiteindelijk werd de naam Hilda geschrapt naar aanleiding van orkaan Hilda in 1964.

### Orkaan Ione
Ione was de derde orkaan, die dit seizoen de staat North Carolina trof. De tropische depressie, die zou promoveren tot Ione, ontstond op 10 september boven het midden van de Atlantische Oceaan uit een tropische golf, die op 6 september van de Afrikaanse kust westwaarts was getroffen. Enkele uren later ontstond uit deze tropische depressie tropische storm Ione. Ione trok naar het westen en later naar het noordwesten en passeerde ten oosten en noordoosten van de Bovenwindse Eilanden. Ione promoveerde op 15 september tot orkaan ten noorden van de Bovenwindse Eilanden. Ione draaide naar het noordnoordwesten en later weer naar het westnoordwesten en passeerde ten noordoosten van de Bahama's, waar Ione haar hoogtepunt bereikte met een minimale druk van 938 mbar op 17 september en windsnelheden van 195 km/uur op 18 september; een orkaan van de derde categorie.
Ten noordoosten van de Bahama's draaide Ione steeds meer naar het noordnoordwesten en ten slotte naar het noorden en landde op 19 september nabij Wilmington in North Carolina met windsnelheden van 120 km/uur en een luchtdruk van 960 mbar. Ione degradeerde tot tropische storm en draaide naar het noordoosten en oostnoordoosten, waardoor zij ten zuiden van Norfolk in Virginia weer boven de Atlantische Oceaan kwam. Ione promoveerde andermaal tot orkaan op 20 september en bereikte zelfs de tweede categorie. Daarna verzwakte Ione en zij verloor haar tropische kenmerken op 21 september ten zuiden van Nova Scotia, hoewel ze nog steeds gepaard ging van orkaanwinden. De extratropische Ione verdween op 24 september boven het noorden van de Atlantische Oceaan. Ione eiste zeven mensenlevens, waarschijnlijk waren de inwoners goed voorbereid op de orkaan, nadat Connie en Diane het gebied zes weken eerder hadden getroffen. Bovendien was North Carolina het jaar ervoor getroffen door orkaan Hazel. Ione veroorzaakte $88.035.000,- schade ($600 miljoen gecorrigeerd voor inflatie, 2005) voornamelijk aan de agrarische sector. De naam Ione werd geschrapt en nooit meer gebruikt.

### Orkaan Janet

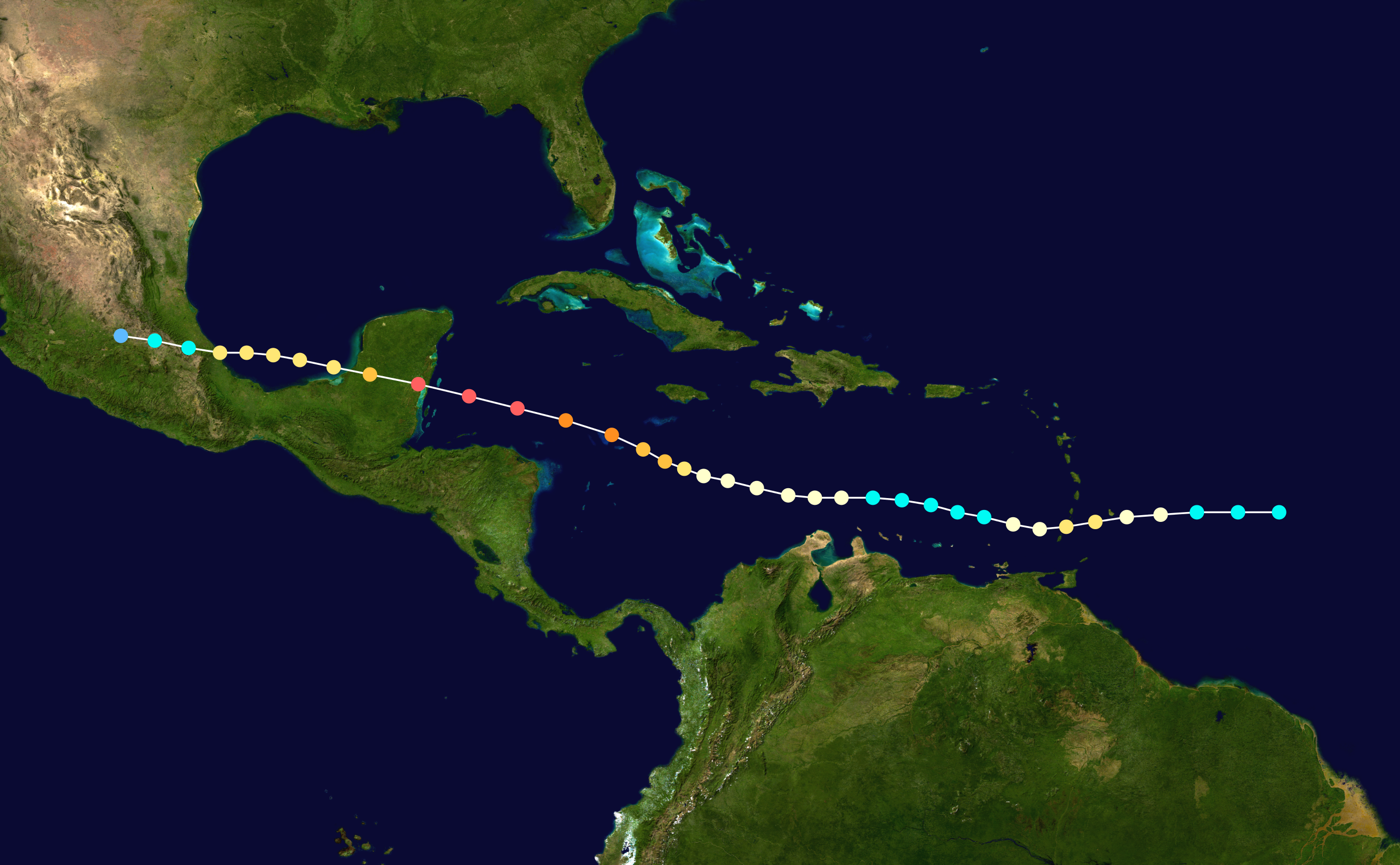
De weg, die Janet aflegde. Verklaring: Groen: tropische storm; Wit: orkaan, eerste categorie; Roomkleurig: tweede categorie; Geel: derde categorie; Oranje: vierde categorie; Rood: vijfde categorie.

Orkaan Janet was de sterkste orkaan van het seizoen. Bovendien staat zij op de tiende plaats van orkanen, die gepaard gingen met de laagste luchtdruk. Janet richtte veel schade aan en eiste vele slachtoffers, vooral op het schiereiland Yucatán. Janet werd het eerst waargenomen ten oosten van de Bovenwindse Eilanden op 21 september als tropische storm. Waarschijnlijk kwam Janet voor uit een tropische golf, maar is zij in een eerder stadium (tropische onweersstoring of als tropische depressie) niet opgemerkt. Janet trok westwaarts en won zeer snel aan kracht. Janet had een oog van 37 km in doorsnede met een smalle band met orkaanwinden daarom heen, toen zij op 22 september net ten zuiden van Barbados passeerde als orkaan van de derde categorie. Op 23 september trok Janet tussen Grenada en Carriacou door, over de Grenadines, de Caraïbische Zee binnen. Ten oosten van Grenada verzwakte Janet aanvankelijk, maar nam gestaag aan kracht toe, toen zij verder westwaarts en westnoordwestwaarts door de Caraïbische Zee trok. Zij passeerde ten noorden van Aruba, Bonaire en Curaçao en het schiereiland La Guajira, waarbij zij de vierde categorie bereikte en nu afboog naar het westnoordwesten.
Op 27 september bereikte Janet de vijfde categorie boven het noordwesten van de Caraïbische Zee, halverwege Jamaica en het noordoostelijkste puntje van Honduras. Vlak voordat zij de vijfde categorie bereikte, werd haar laagste luchtdruk waargenomen; 914 mbar. Dezelfde dag trok Janet over de Islas Santanillas met windsnelheden tot 260 km/uur. Daarna bereikte Janet haar hoogtepunt met windsnelheden tot 278 km/uur, waarmee zij een paar uur later op 28 september landde tussen Chetumal in het territorium Quintana Roo en Corozal in Brits-Honduras, in het grensgebied van Mexico en Brits-Honduras. Janet stak het schiereiland Yucatán over en kwam boven de Golf van Campeche terecht. Op 29 september landde Janet ten slotte tussen Veracruz en Naulta in de staat Veracruz met windsnelheden tot 175 km/uur en een minimale druk van 950 mbar als stevige orkaan van de tweede categorie. Op 30 september degradeerde Janet tot tropische storm, die op de hellingen van de Oostelijke Sierra Madre snel verdween. Janet was de eerste orkaan in 57 jaar, die Barbados trof en eiste daar 38 mensenlevens. Op Grenada en de Grenadines vielen er 122 slachtoffers.
De schade op de Bovenwindse Eilanden bedroeg $2.800.000,- (niet gecorrigeerd). In Brits-Honduras eiste Janet 16 mensenlevens en veroorzaakte $5 miljoen schade. Chetumal, de hoofdstad van het Mexicaanse territorium Quintana Roo wordt grotendeels verwoest en de plaatsen Xcalak en Vigía Chico worden letterlijk met de grond gelijk gemaakt. Destijds werd het aantal slachtoffers in Mexico geschat op 500 en de schade werd beraamd op $40 miljoen. Nabij Veracruz was Janet letterlijk de overmaat van ramp na Hilda en Gladys, die het gebied al onder water hadden gezet. Schade en slachtoffers in Veracruz waren dan ook moeilijk te bepalen. In total wordt het aantal slachtoffers van Janet geschat tussen de 538 en 681. De totale schade wordt geschat op $50 miljoen ($350 miljoen na inflatiecorrectie). Aanvankelijk werd de naam Janet niet geschrapt en haar naam komt nog voor op verschillende lijsten in de jaren 60. Toen echter formele lijsten met namen werden opgesteld, werd echter besloten Janet niet meer te gebruiken ten gevolge van deze ramp.

### Tropische storm 11
De tropische depressie, die later tropische storm 11 zou worden ontstond op 10 oktober ten westen van Kaapverdië uit een tropische golf, die op 4 oktober over Kaapverdië westwaarts was getrokken. De tropische depressie trok westwaarts en promoveerde enkele uren later tot tropische storm 11. Tropisch storm 11 bereikte windsnelheden tot 95 km/uur en draaide naar het noordoosten. Na enkele dagen verloor tropische storm 11 zijn tropische kenmerken, nadat hij was opgenomen door een niet-tropisch lagedrukgebied op 14 oktober. Dit nieuwe, niet-tropische systeem werd een stevige storm, die verder naar het noordoosten trok.

### Orkaan Kathie
Waarschijnlijk op 14 oktober ontwikkelde zich een tropisch depressie uit een tropische onweersstoring boven de doldrums ten noorden van Panama. Op 15 oktober promoveerde de tropische depressie tot tropische storm Kathie, die naar het noordoosten trok. Kathie werd het eerst geïdentificeerd als tropische cycloon op 16 oktober door een Nederlands schip, de Poseidon. Kathie nam snel in kracht toe en promoveerde op 16 oktober tot orkaan. Een verkenningsvliegtuig van de Amerikaanse marine rapporteerde windsnelheden tot 185 km/uur en een druk van 984mbar, een orkaan van de derde categorie, ten zuidwesten van Hispaniola. Op 17 oktober landde Kathie op Hispaniola aan de zuidkust op de grens tussen Haïti en de Dominicaanse Republiek. Kathie liep zich bijna helemaal stuk op de hoge bergen van Hispaniola, maar won boven de Atlantische Oceaan weer aan kracht, maar bleef net onder de orkaandrempel.
Op 19 oktober verloor Kathie haar tropische kenmerken toen zij met een koufront in aanvaring kwam ten oostnoordoosten van Bermuda. Het laatste schip dat de vortex van de extratropische Kathie had waargenomen was de SS Amsterdam op 20 oktober nabij 37,3° Noorderbreedte, 56,4° Westerlengte. Kathie eiste op Hispaniola ten minste zeven mensenlevens en veroorzaakte $200.000,- tot $300.000,- schade (niet gecorrigeerd). De grensdorpen Anse-à-Pitre en Pedernales werden van de kaart geveegd. De schade- en slachtofferrapporten zijn echter niet volledig.

## Mogelijke dertiende tropische storm
Op 6 september ontwikkelde zich voor de Texaanse kust een hevige onweersstoring, hoogstwaarschijnlijk onder invloed van de meer naar het zuiden gelegen Gladys. Corpus Christi en Port Arkansas meldden windsnelheden van 75 km/uur. Op de radar van Corpus Christi vertoonde het systeem heel kort tekenen van een gesloten circulatie. Dit zou kunnen betekenen, dat er sprake was een tropische storm. Het systeem veroorzaakte in ieder geval $500.000,- schade. Er vielen geen slachtoffers.

## Namen
De volgende namen werden gebruikt in 1955. De namen Connie, Diane en Ione werden geschrapt. Toen later de naam Janet ook werd geschrapt ten gevolge van de ramp in 1955, was 1955 samen met het seizoen 1995 en het seizoen2004 het enige seizoen met vier geschrapte namen. Dit zou zo blijven tot het seizoen 2005 vijf geschrapte namen zou opleveren.
| - Brenda - Connie - Diane - Edith - Flora - Gladys | - Hilda - Ione - Janet - Katie |